# بيمارستان الرشيد
بيمارستان الرشيد هو بيمارستان أنشأه هارون الرشيد في بغداد. أنشأ الخليفة العباسي هارون الرشيد أكبر مستشفى في بغداد، سماها باسمه، ضمت في كادرها أمهر الأطباء، وتولى إدارتها كل من يوحنا بن ماسويه وجبريل بن بختيشوع ،وكانت أشهر مستشفى في العالم القديم. أُحق بالبيمارستان مكتبة كبيرة. ذكرها ابن جبير حينما زار بغداد عام 580 هـ / 1184 م، ويُعتبر أول مستشفى متكامل في التاريخ، وهو يُعد من أقدم المؤسسات الصحية الشاملة التي جمعت بين الرعاية العلاجية والتعليم والبحث العلمي. ويُقدر أنها استمرت إلى أوائل القرن السابع الهجري على أقل تقدير. يُشير التاريخ إلى أن هذه المؤسسة كانت نموذجًا متطورًا للرعاية الصحية، إذ لم تقتصر على تقديم العلاج فقط، بل كانت تُعنى أيضًا بتعليم الكوادر الطبية وتوثيق الخبرات العلمية. وقد ساهمت هذه المنشآت في وضع أسس النظم الصحية الحديثة، حيث تم تنظيم الأقسام الطبية وفق تخصصات محددة، مما سمح بتقديم خدمات علاجية متخصصة بالإضافة إلى نشاطات البحث العلمي التي ساعدت في تطوير المعرفة الطبية.

## مشاهيرها
- ابن الخصيب
- بختيشوع
- جبريل بن بختيشوع
- جابر بن حيان
- حنين بن إسحاق وإسحاق بن حنين
- يحيى بن سرافيون
- يعقوب بن إسحاق الكندي
- يوحنا بن ماسويه
- سابور بن سهل
- ابن ربن الطبري
- إسحاق بن علي الرهاوي
- يوحنا بن بختيشوع